# De Paști. Săptămâna Patimilor
De Paști. Săptămâna Patimilor (în suedeză Påsk) este o piesă de teatru dramatică religioasă simbolică din 1901 a dramaturgului suedez August Strindberg.
Piesa a fost pusă pe scenă de trupa teatrului Intima Teatern din Stockholm, care a fost jucată și în alte țări scandinave, inclusiv spectacole în Kristiania (Oslo). A fost prima dintre piesele lui Strindberg care a fost pusă în scenă la Bergen, în premieră la Den Nationale Scene în septembrie 1909.
O refacere a piesei în Harlem și interpretată de actori afro-americani a fost bine primită. Această producție a avut ultima reprezentare în duminica Paștelui din 2013. 

## Intrigă
Piesa are loc în Lund, în familia Heyst, între Joia Mare și Sâmbăta Mare. Tatăl familiei se află în închisoare pentru delapidare, iar fiul său, Elis, este cel care întreține familia. Acțiunile tatălui au rănit familia și au izolat-o de locuitorii orașului.
Perceptorul Lindkvist este unul dintre cei afectați de faptele tatălui. Familia îl așteaptă să apară în orice moment și să măsoare proprietatea familiei. În cele din urmă, în ajunul Paștelui, Lindkvist apare dar, contrar celor mai temute gânduri ale familiei, arată milă. Familia Heyst poate zâmbi din nou.

## Roluri
- Doamna Heyst, mama
- Elis, fiul
- Eleonora, fiica
- Kristina, soția lui Eli
- Benjamin, profesor la liceu
- Lindkvist, creditor

## Traduceri
Spectacolul de la Constanța a fost tradus de Zoltan Schapira și Olivia Costea. În această producție au jucat actorii Dorel Vișan, Maria Lupu, Adrian Dumitrescu, Ana Maria Ștefan, Laura Iordan Adrian, Mihai Sorin Vasilescu și Andrei Cantaragiu.